# Ист-Гранд-Форкс (город, Миннесота)
Ист-Гранд-Форкс (англ. East Grand Forks) — город в округе Полк, штат Миннесота, США. На площади 12,9 км² (12,9 км² — суша, водоёмов нет), согласно переписи 2009 года, проживают 7849 человек. Плотность населения составляет 605,6 чел./км².
- Телефонный код города — 218
- Почтовый индекс — 56721
- FIPS-код города — 27-17612[1]
- GNIS-идентификатор — 0643079[2]